# Giorgio Fontana
Pour les articles homonymes, voir Fontana.
Œuvres principales
Mort d'un homme heureux
Giorgio Fontana, né le 22 avril 1981 à Saronno en Italie, est un écrivain italien.

## Biographie
Giorgio Fontana a fait des études de philosophie à l'université de Milan, devenue sa ville de résidence, avant d'embrasser la carrière d'écrivain en 2007 avec la publication de son premier roman. Il collabore également régulièrement à divers journaux et revues.
Il remporte en 2014 le prix Campiello, pour son roman Mort d'un homme heureux qui traite de la condition des juges italiens durant les années de plomb marquées par les actes terroristes des Brigades rouges et de Prima Linea, groupes armés d'extrême-gauche, et des Noyaux armés révolutionnaires néo-fascistes,. 

## Œuvre
Romans
- Buoni propositi per l'anno nuovo, éditions Mondadori, 2007
- Novalis, éd. Marsilio, 2008
- Babele 56. Otto fermate nella città che cambia, éd. Terre di Mezzo, 2008
- Per legge superiore, éditions Sellerio, 2011

Que justice soit rendue, trad. François Bouchard, éditions du Seuil, 2013  (ISBN 9782021087345).
- Morte di un uomo felice, éd. Sellerio, 2014 – prix Campiello 2014

Mort d'un homme heureux, trad. François Bouchard, éditions du Seuil, 2016  (ISBN 9782021235913).
- Un solo paradiso, éd. Sellerio, 2016

Essais
- La velocità del buio, éd. Zona, 2011